# Orvasca semifusca
Orvasca semifusca is een donsvlinder uit de familie van de spinneruilen (Erebidae). De wetenschappelijke naam van de soort is, als Orgyia semifusca, voor het eerst geldig gepubliceerd in 1869 door Francis Walker.